# 윤시내가 사라졌다
《윤시내가 사라졌다》는 2022년에 개봉한 대한민국의 영화이다.

## 캐스팅
- 이주영 : 장하다 역 (아역 : 이효비)
- 오민애 : 신순이 / 연시내 역
- 노재원 : 정준옥 / 운시내 역
- 김재화 : 백두리 / 가시내 역
- 윤시내
- 이일노
- 이명현
- 권종숙
- 여정